# 名古屋柳城短期大学
名古屋柳城短期大学（なごやりゅうじょうたんきだいがく、英語: St.Mary's College, Nagoya）は、愛知県名古屋市昭和区明月町2-54に本部を置く日本の私立大学。1898年創立、1953年大学設置。大学の略称は柳城短大。

## 概観

### 大学全体
- 愛知県名古屋市昭和区に所在する日本の私立短期大学で、設置主体は学校法人柳城学院[1]。
- 1953年に柳城女子短期大学として開学。聖公会系のキリスト教主義ミッションスクールで、カナダ聖公会の宣教師マーガレット・ヤングにより1898年から行われた保姆養成が起源となっており[2]、以来、キリスト教に基づいた教育が行われている。

### 建学の精神（校訓・理念・学是）
- 名古屋柳城短期大学の建学の精神は、「By Love Serve」となっており、日本語では「愛をもって互いに仕えよ」を意味する[3]。これは、新約聖書中にある『ガラテヤの信徒への手紙』第5章13節にある「み言葉」から引用した言葉である[4]。

### 教育および研究
- 名古屋柳城短期大学には、「建学の精神」を理解することをねらいとした科目として「キリスト教概論」や「宗教学」が開講されている。また、専門科目にも「キリスト教保育」と称した科目もある。

### 学風および特色
- 名古屋柳城短期大学は、キリスト教に則った教育がベースになっていることから、「クリスマス礼拝」や「創立記念礼拝」などの宗教的行事が重要視されている。

## 沿革
- 1953年
  - 1月31日 左記を以て文部省[注 2]より短期大学の設置が認可される[注 3]。
  - 4月1日 柳城女子短期大学（りゅうじょうじょしたんきだいがく）が以下の学科体制にて開学[7]。
    - 保育科 入学定員20名
- 1954年
  - 5月1日 学生数[8]/定員
    - 保育科 48[注釈 1]/40
- 1974年
  - 4月1日 保育科の入学定員を20→100に増員[注 4]。
- 1975年
  - 5月1日 学生数[12]/定員
    - 保育科 212[注釈 1]/200
- 1985年
  - 5月1日 学生数[13]/定員
    - 保育科 303[注釈 1]/200
- 1986年
  - 4月1日 保育科の入学定員を100→150に増員[注 5]。
  - 5月1日 学生数[19]/定員
    - 保育科 307[注釈 1]/250
- 1987年
  - 5月1日 学生数[20]/定員
    - 保育科 318[注釈 1]/300
- 1992年
  - 5月1日 学生数[注 6]/定員
    - 保育科 385[注釈 1]/300
- 1996年
  - 4月1日 柳城女子短期大学を名古屋柳城短期大学に改称[23]。
- 1997年
  - 4月1日 専攻科の設置が認められ、以下の課程を設ける[24]。
    - 保育専攻 入学定員15名
- 1998年
  - 4月1日 専攻科に以下の課程を増設する[25]
    - 介護福祉専攻 入学定員30名
- 1999年
  - 5月1日 学生数[26]/定員
    - 保育科 349[注釈 1]/300
- 2000年
  - 4月1日 専攻科に男子学生の募集を開始。
- 2001年
  - 4月1日 保育科に男子学生の募集を開始[注 7]。
- 2007年
  - 4月1日 保育科の入学定員を150→200に増員[注 8]。
- 2018年
  - 4月1日 以下については、この年度で学生募集を最終とする[注 9]。
    - 介護福祉専攻
- 2020年
  - 4月1日 保育科の入学定員を200→130に減員[注 10]。
- 2023年
  - 4月1日 保育科の入学定員を130→100に減員[1]。

## 基礎データ

### 所在地
- 愛知県名古屋市昭和区明月町2-54

### 象徴
- カレッジマークは三つ葉のクローバーで、キリスト教の立場から豊かな人間性を養うのに必要な三要素「信仰」・「希望」・「愛」が含まれている。カレッジマークの上部には建学の精神である「By Love Serve」の文字が記されている。[注 11]

## 教育および研究

### 組織

#### 学科
- 保育科 入学定員100名[1]

#### 専攻科
- 保育専攻 入学定員15名[注 12]
- 介護福祉専攻 入学定員30名[注 13]

#### 別科
- なし

#### 取得資格について
- 保育士資格と幼稚園教諭二種免許状が保育科にて取得できるようになっている。なお、専攻科保育専攻では幼稚園教諭一種免許状と学士の学位[41]、福祉専攻では介護福祉士資格が取得できるようになっていた[42]。

#### 附属機関
- 附属図書館が学内にある。およそ50,000冊が所蔵されている。

### 研究
21世紀COEプログラムの採択はない。
- 『柳城女子短期大学研究紀要』[43]

### 教育
プログラムの採択はない。

## 学生生活

### 部活動・クラブ活動・サークル活動
- 名古屋柳城短期大学は、キリスト教に基づいた教育が行われている関係から、「ハンドベルクワイヤ」や「聖マーガレット会」など宗教的なクラブ活動が盛んである。

### 学園祭
- 名古屋柳城短期大学の学園祭は「柳城祭」と呼ばれ、毎年概ね11月に行われている。

## 施設

### キャンパス
- 交通アクセス：名古屋市営地下鉄鶴舞線および桜通線 御器所駅下車。

### 学生食堂
- 2018年3月にカフェ棟が完成。

### チャペル
- 週1回の礼拝時にはキャンパス正門前に市道を挟んで建つ名古屋聖マタイ教会が使用される[44]。

### 関係校
- 日本聖公会関係学校協議会
- 世界聖公会大学連合（Colleges & Universities of the Anglican Communion）

## 社会との関わり
以下の講座が行われている。
- 絵本・素話・紙芝居の読み聞かせ：名古屋テレビ放送のアナウンサーからの指導がなされている。
- 手話講座
- 先輩による実技講座

## 就職について
- 保育科・専攻科を含め、幼稚園教諭や保育士が割合として多いものとなっている。

## 関連学校
- 名古屋柳城女子大学（愛知県名古屋市昭和区）
- 名古屋柳城短期大学附属柳城幼稚園（愛知県名古屋市東区）
- 名古屋柳城短期大学附属豊田幼稚園（愛知県豊田市）
- 名古屋柳城短期大学附属三好丘聖マーガレット幼稚園（愛知県みよし市）